# Ergin Ataman
Ergin Ataman (Istanboel, 7 januari 1966) is een Turks basketbalcoach. Hij werd in 2023 coach van Panathinaikos. Hij heeft verschillende teams getraind in Turkije en Italië, maar boekte met Anadolu Efes zijn grootste successen. De supporters van deze club gaven hem de bijnaam Imparator, wat keizer betekent.
Tussen 2019 en 2024 behaalde Ataman in 5 seizoenen maar liefst vier keer de finale. Daarvan won hij er twee met Anadolu Efes en één met Panathinaikos.

## Erelijst
| Competitie             |                 |                 |
| Competitie             | Aantal          | Jaren           |
| Türk Telekom BK        | Türk Telekom BK | Türk Telekom BK |
| ---------------------- | --------------- | --------------- |
| Turkse Presidentsbeker | 1x              | 1997            |
| Montepaschi Siena      |                 |                 |
| Saporta Cup            | 1x              | 2002            |
| Ülkerspor              |                 |                 |
| Turkse beker           | 2x              | 2004, 2005      |
| Turkse Presidentsbeker | 2x              | 2004, 2005      |
| Anadolu Efes           |                 |                 |
| Continentaal           |                 |                 |
| EuroLeague             | 2x              | 2021, 2022      |
| Nationaal              |                 |                 |
| Türkiye Basketbol Ligi | 1x              | 2009            |
| Turkse beker           | 1x              | 2009            |
| Turkse Presidentsbeker | 2x              | 2000, 2009      |
| Beşiktaş               |                 |                 |
| Continentaal           |                 |                 |
| EuroChallenge          | 1x              | 2012            |
| Nationaal              |                 |                 |
| Türkiye Basketbol Ligi | 1x              | 2012            |
| Turkse beker           | 1x              | 2012            |
| Galatasaray            |                 |                 |
| Continentaal           |                 |                 |
| EuroCup                | 1x              | 2016            |
| Nationaal              |                 |                 |
| Türkiye Basketbol Ligi | 1x              | 2013            |
| Panathinaikos          |                 |                 |
| EuroLeague             | 1x              | 2024            |

- Profiel op EuroLeague.net